# Hannah Starling
Hannah Felicity Starling (* 12. Juni 1995 in Leeds) ist eine britische Wasserspringerin. Sie startet für den Verein City of Leeds in den Disziplinen 3-m-Kunst- und Synchronspringen. In Synchronwettbewerben springt sie an der Seite von Grace Reid.
Sie nahm 2009 erstmals an den Europameisterschaften teil und kam im 3-m-Kunstspringen auf Rang 14. Bei den Europameisterschaften 2011 wurde sie vom 3-m-Brett Achte und im 3-m-Synchronspringen Fünfte.
Starling wurde 2010 erstmals Britische Meisterin. 2009 wurde sie außerdem bei den Junioreneuropameisterschaften Zweite und 2010 Dritte, jeweils im 3-m-Synchronwettbewerb.